# Jardin du Palais-Royal
Jardin du Palais-Royal (česky Zahrada Královského paláce) je veřejný park, který se nachází v Paříži v 1. obvodu na nádvoří Palais Royal. Park byl vybudován v roce 1633 a jeho rozloha činí 20850 m2.

## Historie
Zahrada byla založena z rozhodnutí kardinála Richelieu jako výzdoba jeho paláce a jejím autorem byl královský zahradník Pierre Desgotz. Palác i se zahradou odkázal kardinál králi Ludvíku XIII., který se sem se svou matkou Annou Rakouskou přestěhoval. Vzhled zahrady se změnil za Karla X., kdy získala současnou podobu.

## Vybavení parku

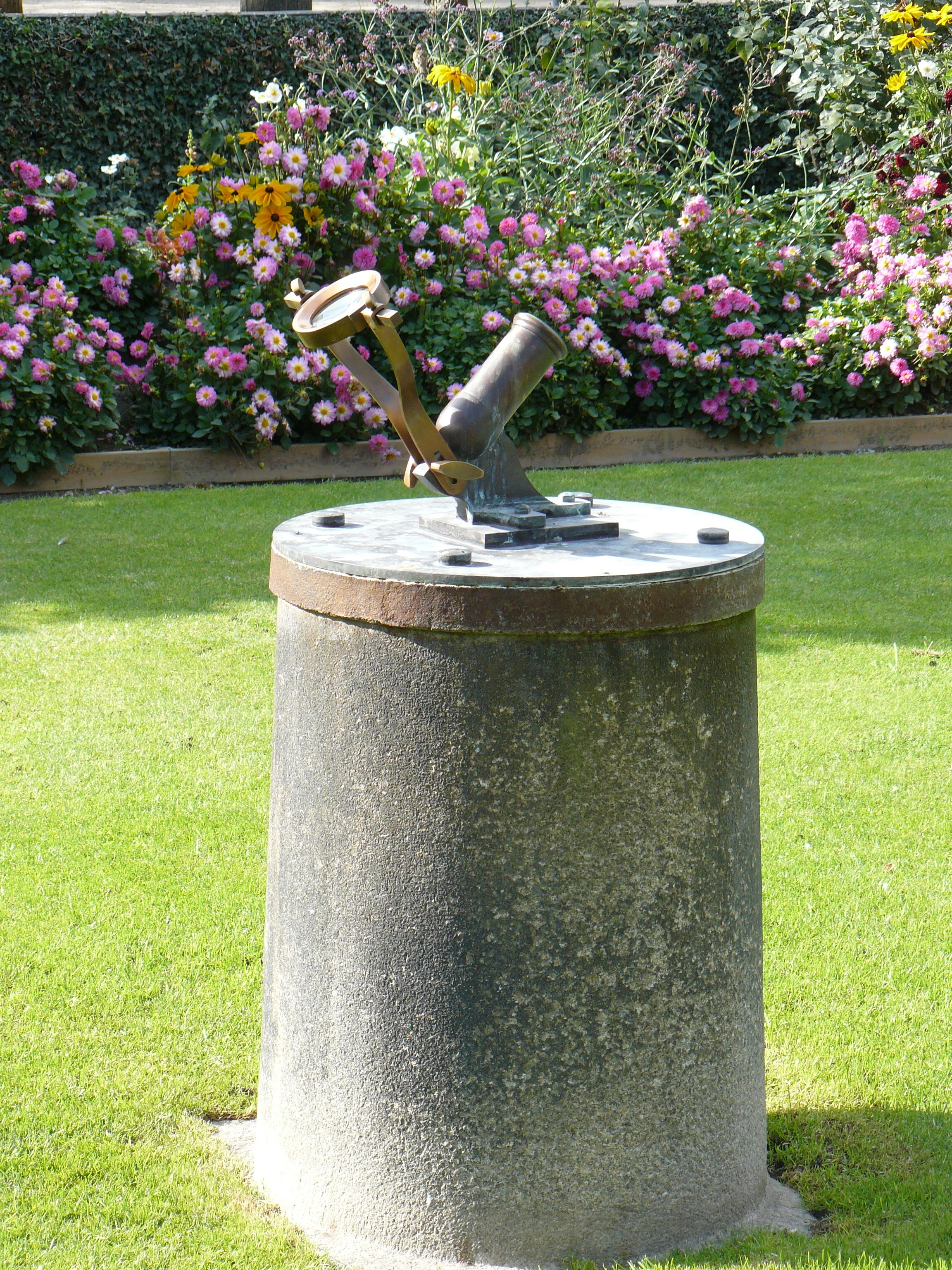
Dělo

Uprostřed zahrady se nachází fontána s vodotryskem, je zde i Wallaceova fontána s pitnou vodou a mnoho soch.
Nejzajímavějším objektem v zahradě je ovšem malé mosazné dělo, které zde bylo instalováno v roce 1786 z iniciativy pana Rousseau, hodináře, který měl v galerii svůj obchod. Dělo označovalo svým výstřelem poledne a sloužilo tak k nastavení hodin. Zahradou prochází Pařížský poledník a dělo stálo přímo v jeho trase. U děla byla připevněna lupa, která při dopadu slunečních paprsků v pravé poledne zažehla doutnák a způsobila výstřel. V roce 1799 bylo dělo mírně posunuto a umístěno uprostřed zahrady. Takto pracovalo až do roku 1914.
Na podstavci je vyryto motto v latině: „Horas non numero nibi serena signifiant“ (Počítám jen šťastné hodiny). V roce 1990 bylo restaurováno a začalo opět oznamovat výstřelem poledne. Ovšem v rámci protiteroristických opatření bylo v roce 1998 nahrazeno nefunkční replikou.